# Mesarski prehod, Maribor
Mesarski prehod je prehod, ki vodi z Glavnega trga proti reki Dravi. Prvič so ga omenili leta 1742. Skozi čas je dobil veliko imen (Fleischgassl, Untere Lendgasse, Fleischer Gasse, Mesarska ulica, Copetti Gasse). Maja 1945 pa so mu vrnili slovensko ime Mesarski prehod. To ime je dobil po tamkajšnjih obrtnikih.